# أسد تقي
أسد حاجي تقي (1948 - 2025) نائب الرئيس السابق في الاتحاد الآسيوي لكرة القدم منذ عام 1994 حتى إستقالته عام 2005.

## مسيرته
بدأ أسد تقي مسيرته الرياضية في سن مبكرة من خلال المهرجانات المدرسية التي كانت تنظمها شركة نفط الكويت (KOC) مطلع الستينيات ، ثم مثل نادي الأحمدي (من أندية الشركة) ولاحقاً إنضم لنادي الفحيحيل عام 1964 وبعده نادي الشباب ، وأستدعي للمنتخب المدرسي مرتين ، الأولى عام 1965 على يد المدرب المصري محمد عبده صالح الوحش ، والثانية على يد المدرب (عبدالفتاح سراج) في العام التالي للمشاركة في الدورة العربية المدرسية "دمشق 1966" ،
وبعد إعتزاله أمضى فترة عضواً في مجلس إدارة نادي الشباب ، ثم أنتخب عضواً في الاتحاد الكويتي لكرة القدم وتحديدا في (7 مايو 1987) ، وكان يمثل الاتحاد الكويتي في بعض إجتماعات اللجنة التنفيذية في الاتحاد الآسيوي لكرة القدم في الثمانينات..
كما أنتخب نائباً لرئيس الاتحاد الآسيوي لكرة القدم في 13 مايو 1994 بعد إنتخابات ساخنة أحتاجت إلى جولتين للحسم ، ثم أصبح نائباً أول في أكتوبر 2000 ، وبقي حتى إستقال في 19 سبتمبر 2005 من منصبيه في الاتحادين الكويتي والآسيوي ، وأصبح عضواً في مجلس الهيئة العامة للرياضة الكويتية ثم نائباً لرئيس مجلس الإدارة العام 2018. ، وكان له دور كبير خلال فترة ما بعد الغزو العراقي للكويت 1990 حيث قام بابعاد المنتخبات والاندية الكويتية عن نظيرتها العراقية في قرعة ومسار البطولات التي ينظمها الاتحاد الآسيوي لكرة القدم ، وفي السنوات الأخيرة إعتزل كل شيء.

## المناصب
- عضو مجلس إدارة نادي الشباب.
- عضو الاتحاد الكويتي لكرة القدم.
- نائب رئيس الاتحاد الكويتي لكرة القدم.
- نائب رئيس الهيئة العامة للرياضة الكويتية.
- نائب رئيس الاتحاد الآسيوي لكرة القدم.
- عضو العلاقات الدولية في الاتحاد الآسيوي لكرة القدم.
- عضو اللجنة التنفيذية في الاتحاد الآسيوي لكرة القدم.
- عضو اللجنة المنظمة لبطولة كأس القارات.
- رئيس اللجنة المنظمة كأس آسيا 2000.
- رئيس اللجنة المنظمة كأس آسيا 2004.

## أسرته
- وائل أسد تقي (مواليد 1971)  لواء متقاعد من وزارة الداخلية (الكويت).
- هديل أسد تقي (مواليد 1972) متقاعدة من شركة نفط الكويت.
- باسل أسد تقي (مواليد 1975) محامي.
- د. محمد أسد تقي (مواليد 1982) دكتور أسنان في مستشفى جابر الأحمد.
- دانه أسد تقي (مواليد 1988) رئيس تنفيذي في اوتو للتكنولوجيا المالية.